# Mike-David Mokeni
Mike-David Mokeni Amisi est un homme politique congolais, gouverneur de la province du Bas-Uélé en république démocratique du Congo (RDC) depuis juin 2024.

## Biographie
Mike-David Mokeni est élu gouverneur de la province du Bas-Uélé en 2023. Il prend ses fonctions le 26 juin 2024, succédant à Jean-Robert Nzanza Bombiti. Il nomme son gouvernement en juillet.
En juillet 2024, il anonce renoncer à son salaire de gouverneur « tant que les progrès tangibles ne seront pas réalisés ».
Il est impliqué dans diverses initiatives visant au développement de la province du Bas-Uélé,,,,,.